# 5751 Zao
5751 Zao este o planetă minoră (asteroid), cu un diametru de 2,3 km, din Asteroid Amor. A fost descoperită pe 5 ianuarie 1992 la Sendai Astronomical Observatory⁠(d) de Masahiro Koishikawa⁠(d) și a fost numită după Mount Zaō⁠(d). 
Obiectul prezintă o orbită caracterizată de o semiaxă mare de 2,1031802 UAi, o excentricitate de 0,4237, o înclinație de 16,07081 ° în raport cu ecliptica.